# Periodo Protodinastico (Mesopotamia)

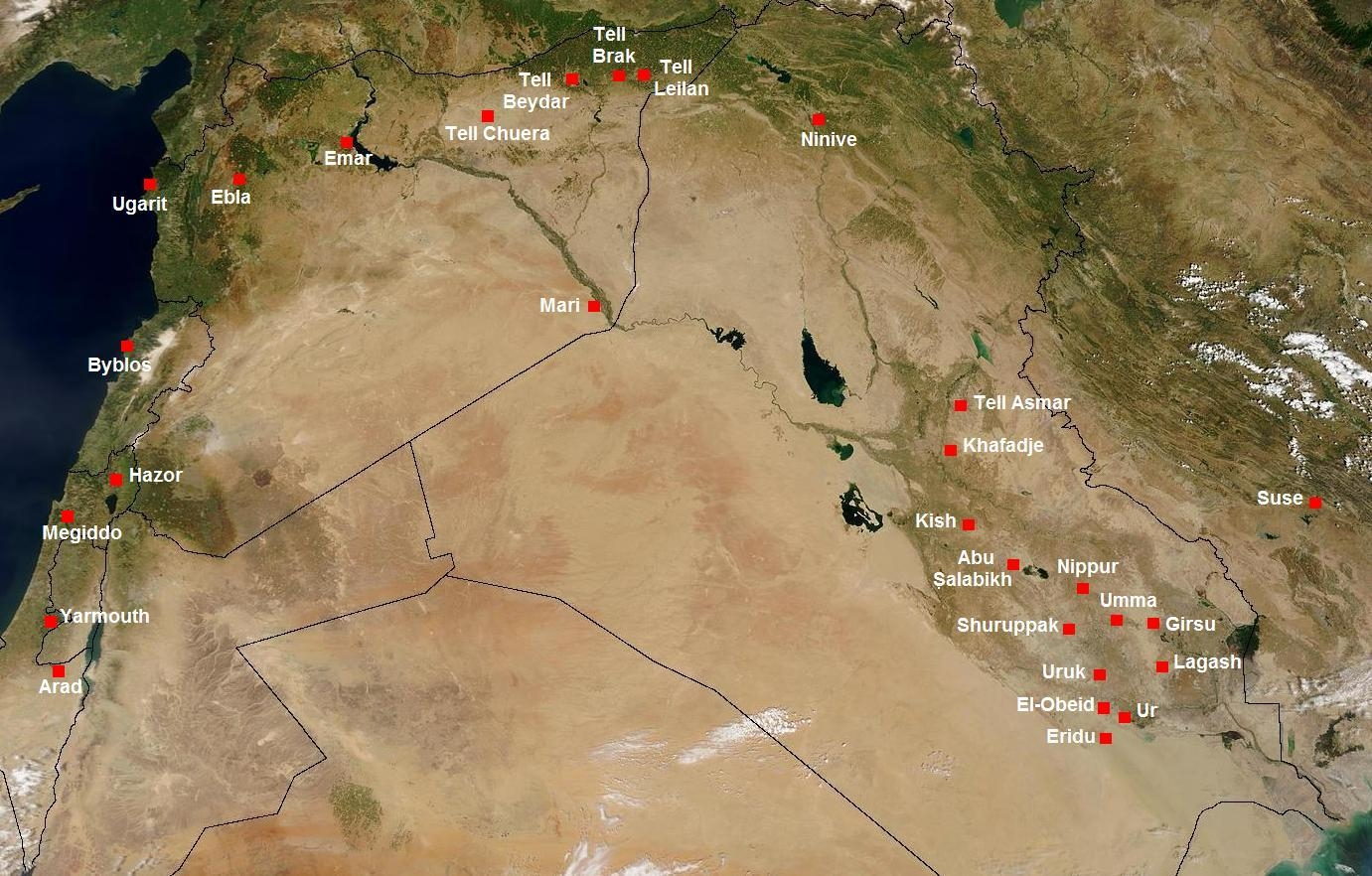
La Mesopotamia protodinastica (i confini indicati sono quelli attuali: al centro l'Iraq; in senso orario, dal basso: Arabia Saudita, Giordania, Israele, Cisgiordania, Libano, Siria, Turchia, Iran)

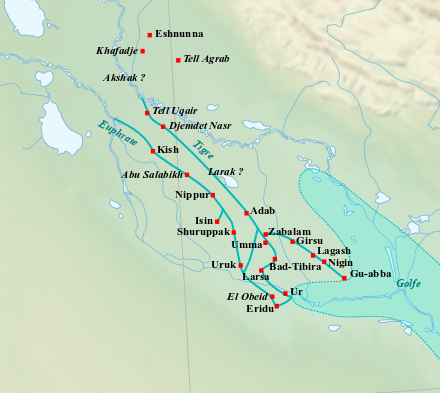
Le principali città basso-mesopotamiche del periodo protodinastico (le dimensioni del Golfo Persico sono quelle ipotizzate per il 3000 a.C.)

Il cosiddetto Periodo Protodinastico (o Dinastico Antico, in sigla DA) in Mesopotamia è una fase storica svoltasi nel III millennio a.C.: è la prima epoca della Storia analizzabile non solo attraverso la documentazione archeologica, ma anche attraverso l'eccezionale novità della scrittura e, in particolare, della documentazione testuale degli archivi amministrativi. Al periodo definito dagli studiosi "Protodinastico" è da connettere la Lista reale sumerica (la lista giunge fino alla I dinastia di Isin - 1794 a.C. ca. ed è stata comunque redatta in età paleo-babilonese).
Tratto caratteristico di questo periodo è l'intensificarsi dell'urbanizzazione e l'ampliamento delle città.
Il Protodinastico I è una fase recessiva, ma rappresenta una parentesi rispetto al periodo di grande sviluppo che caratterizza le fasi II e III, che insieme vengono indicate anche come "periodo presargonico", dal nome del primo dinasta semita, Sargon di Akkad.
| Periodo Proto-Dinastico in Mesopotamia | Periodo Proto-Dinastico in Mesopotamia | Periodo Proto-Dinastico in Mesopotamia |
| -------------------------------------- | -------------------------------------- | -------------------------------------- |
| Proto-Dinastico I                      |                                        | 2900-2750 ca.                          |
| Proto-Dinastico II                     |                                        | 2750-2600 ca.                          |
| Proto-Dinastico III                    | a                                      | 2600-2450 ca.                          |
| Proto-Dinastico III                    | b                                      | 2450-2350 ca.                          |

La divisione del Protodinastico in tre fasi è comunque di natura essenzialmente archeologica, in quanto rinvia a modificazioni stilistiche della produzione materiale, secondo i risultati di scavi organizzati negli anni trenta del Novecento nella regione del fiume Diyala dall'Università di Chicago; tali risultati, peraltro, potrebbero non corrispondere all'evoluzione stilistica di altre zone, ma la datazione è mantenuta tra gli studiosi per mera convenzione. Da un punto di vista storico-politico, invece, il Protodinastico può essere inteso come una fase unitaria.

## In rapporto all'epoca precedente
Rispetto al precedente Periodo di Uruk, che vedeva il centro di Uruk relativamente isolato a dominare la scena, il Periodo Protodinastico (in particolare nelle fasi II e III) si distingue per la presenza in Sumer di diversi centri di uguale importanza, caratterizzabili come città-stato: tra queste, la stessa Uruk, Ur ed Eridu nel sud, Lagash e Umma sul Tigri, Adab, Shuruppak e Nippur nella zona centrale, Kish a nord ed Eshnunna nell'estremo nord. Dato che l'agricoltura dipende fondamentalmente dalla canalizzazione delle acque fluviali, tutti questi centri si trovano nei pressi dell'Eufrate e del Tigri, il cui corso era piuttosto diverso da quello attuale. Le principali direttive dell'espansione sumera in questa fase sono Mari e Assur. Coinvolti in questo sistema culturale e commerciale, pur non essendo sumerici, sono anche Khamazi (alle pendici dei Monti Zagros, ma mai esattamente localizzato) e Susa, ma i rapporti sono intensi anche con località che già da tempo erano in relazione con l'alluvio e cioè il Golfo Persico, l'altopiano iranico, il sud-est anatolico, la Siria.
La fine del Periodo di Uruk significa anche la fine di quell'influenza culturale che Uruk era riuscita a imporre su tutto il Vicino Oriente. Nei vari centri si torna a tradizioni locali, mentre nella Bassa Mesopotamia si registra una forte espansione della produzione di documentazione scritta, che permette uno studio degli sviluppi politico-culturali ad un dettaglio impossibile per le epoche precedenti.

## Le fonti
Anche se i documenti amministrativi continuano a rappresentare la grande maggioranza e ad aumentare, i testi prodotti in questo periodo aprono a nuovi generi: testi narrativi che raccontano gesta di re, ma anche testi letterari. Inoltre, la natura delle informazioni offerte diventa più variegata. La lingua di questi testi è poi maggiormente comprensibile di quella dei testi precedenti, perché gli scribi del periodo prendono a trascrivere anche elementi fonetici e grammaticali, sforzandosi di riprodurre più da vicino la lingua parlata.
Da Ur provengono circa 280 tavolette, datate al 2800. Vi sono poi circa 1000 tavolette contenenti documenti amministrativi da Šuruppak (Tell Fara) e circa 500 da un centro nell'odierna Abu Salabikh (il cui nome è incerto), databili al 2500. Verso la fine del Periodo Protodinastico la documentazione si fa sempre più ricca. Ad esempio, da Girsu sono state raccolte circa 1500 tavolette. La tecnologia della scrittura, che all'inizio sembra sia stata usata solo nella Bassa Mesopotamia, si ritrova successivamente anche in Siria, dove sono notevoli gli archivi di Mari (circa 40 tavolette), Nabada (Tell Beydar), con circa 250 tavolette, e soprattutto Ebla, con circa 3600 tavolette. Tutta questa documentazione rimonta al 2350 a.C. circa.

### Iscrizioni reali

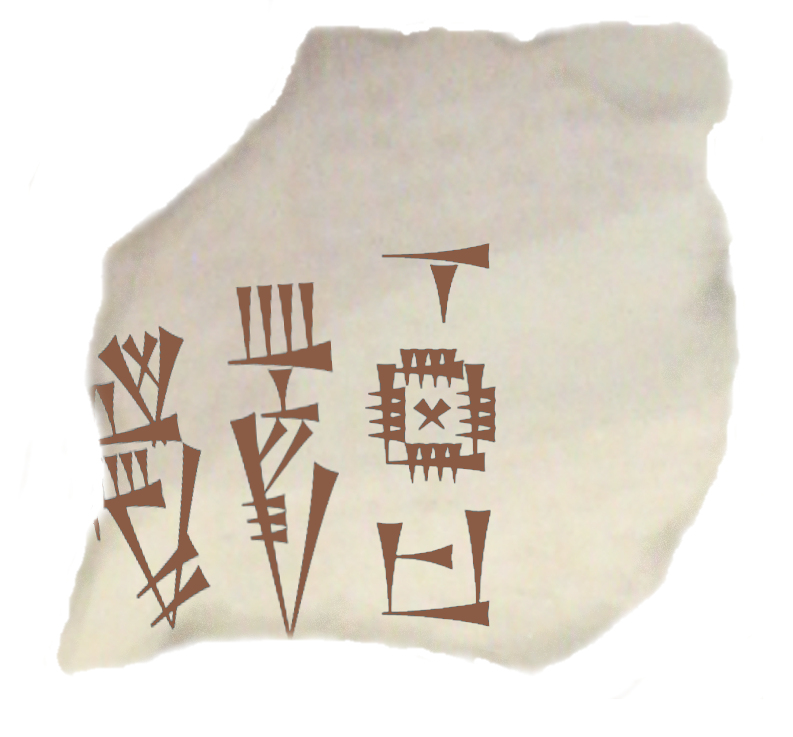
Riproduzione del frammento di Mebaragesi

Nel Periodo Protodinastico appare un nuovo tipo di testo, l'iscrizione reale. All'inizio, si tratta della semplice menzione in oggetti votivi del nome del re dedicatario. Ad esempio, un vaso in pietra datato al 2650 reca l'iscrizione "Mebaragesi, re di Kish". Ben presto, però, le iscrizioni reali presero a includere notizie varie, relative ad esempio al fatto che il re aveva ordinato la costruzione di un tempio, per poi diventare sempre più lunghe e dare conto di imprese militari o realizzazioni monumentali. Nel I millennio, queste iscrizioni si erano trasformate in resoconti dettagliati anno per anno delle più importanti gesta del re.
Diverse iscrizioni reali sono state recuperate nei siti di Adab, Kish, Nippur, Umma, Ur e Uruk, ma anche a Mari, l'unica in Siria. Il numero maggiore di iscrizioni reali è stato però trovato a Lagash, città in cui nove membri di una dinastia locale ne hanno prodotte diverse, di cui 120 giunte a noi. Queste iscrizioni raccontano del lungo conflitto tra Lagash e Umma. È il più antico caso nella storia umana di una vicenda che può essere ricostruita, seppur parzialmente, attraverso fonti coeve agli eventi.

## Il quadro insediamentale
È la rete dei canali costruiti per la sistemazione idrogeologica del Tigri e dell'Eufrate che determina i vettori politico-economici della regione. La coerenza di questa sistemazione è tale solo per "isole" ma non nel complesso: infatti, la sistemazione di una zona può risultare dannosa per un'altra zona e ciò determina conflitti tra le diverse città sumere. Tipicamente sono le zone più prossime alla foce e al mare a risultare sfavorite; i centri più a nord sono infatti in grado di condizionare la sistemazione complessiva, e questa risulterà una tendenza di lungo periodo. Quando si profilerà un'effettiva unificazione politica dell'intera Mesopotamia (Sumer e Akkad), ciò avverrà forse troppo in là perché il Sud eviti la crisi.
Al vecchio quadro insediamentale, con i villaggi abitati da contadini "liberi" (soggetti a corvée), se ne sovrappone uno nuovo, che vede la comparsa di appezzamenti agricoli direttamente controllati dal tempio cittadino e messi a coltura da manodopera non libera.
Nell'Alta Mesopotamia e in Siria, peraltro, un ritorno all'urbanizzazione simile a quello prodottosi nella Bassa Mesopotamia non si avrà prima del 2600 e comunque secondo linee di sviluppo indigene. In quell'area, all'inizio del III millennio, si manifestò una cultura individuata attraverso le caratteristiche del vasellame, detta Ninivita 5. Nelle aree più a ovest, invece, le culture materiali sono assai variegate, segno che non vi era un organismo di dimensioni regionali. Sembra che la classe dirigente del nord si occupasse in particolare di commercio. Si possono dunque constatare alcune sostanziali differenze tra il sud (Sumer) e il nord (Akkad):
- il territorio del sud è più soggetto a paludizzazione; viene organizzato a livello centrale ("colonizzazione templare");[13]
- a nord i flussi idrici sono controllati con più facilità (a detrimento dei territori a valle); il ruolo dei "liberi" è maggiormente incisivo, data la natura "gentilizia" del comando;[13]
- a nord, l'agricoltura si affida più alla pioggia che all'irrigazione: il raccolto per singolo ettaro è inferiore, di modo che per alimentare lo stesso numero di abitanti è necessario coltivare un'area più estesa, anche se ad un regime di lavoro meno intenso; ne consegue che le città del nord tendono ad essere meno grandi di quelle del sud, mentre una frazione più rilevante della popolazione vive nei villaggi;[15]
- nel sud, il tempio, nelle città delle origini, è l'istituzione e il palazzo più importante; nel sud, questo ruolo è affidato al palazzo e il potere politico ha natura più spiccatamente secolare.[15]

È piuttosto difficile, come pure è stato fatto in passato, delineare nettamente una differenziazione etno-linguistica (Semiti al nord, Sumeri al sud) che coincida con le differenze ecologiche o politiche (o sia causa di esse). Il fatto che nei periodi Protodinastico II e III i documenti siano scritti in sumerico indica che l'ethnos sumerico era prevalente, se esso non dipende dal fatto che la maggior parte degli archivi protodinastici è stato scoperto a Ur, Shuruppak e Girsu, tutti centri della Bassa Mesopotamia. La distribuzione degli antroponimi indica comunque che il ceppo semita (rappresentato dagli Accadi) era certamente presente in questa fase (e non si sa se anche prima): quella che un tempo veniva definita "la sede primitiva" dei Semiti (il "serbatoio semita") giustifica la collocazione di questo ethnos al nord (Akkad).
Sia come sia, tra il nord e il sud esistevano anche importanti affinità. Ad esempio, accanto alla centralizzazione di un potere secolare, nel nord si sviluppò anche un senso di unità religiosa. Pare infatti che diversi re prestassero giuramenti al tempio di Dagan a Tuttul, una città che avrà forse avuto un prestigio analogo a quello di Nippur nel sud. Tanto il nord quanto il sud, poi, erano società multilingue. Nel nord si parlavano per lo più dialetti semiti, ma era presente anche la lingua hurrita, una lingua non semita e senza relazione alcuna con il sumero. Sono innanzitutto gli antroponimi a dare indicazioni riguardo alle lingue in uso: antroponimi hurriti erano maggioritari nella Siria settentrionale, dove poi si affermerà la città hurrita di Urkesh, ma affiorano anche nel sud (Nippur). Antroponimi semiti sono appaiono in Siria e in Alta Mesopotamia. Questa eterogeneità etnico-linguistica non sembra sia stata mai causa intrinseca di conflitti. In questo contesto, Kish (città d'origine di Sargon, la figura che rivoluzionerà il sistema protodinastico) appare tanto geograficamente quanto culturalmente un centro di mediazione tra il nord e il sud.

## Il tempio e il palazzo

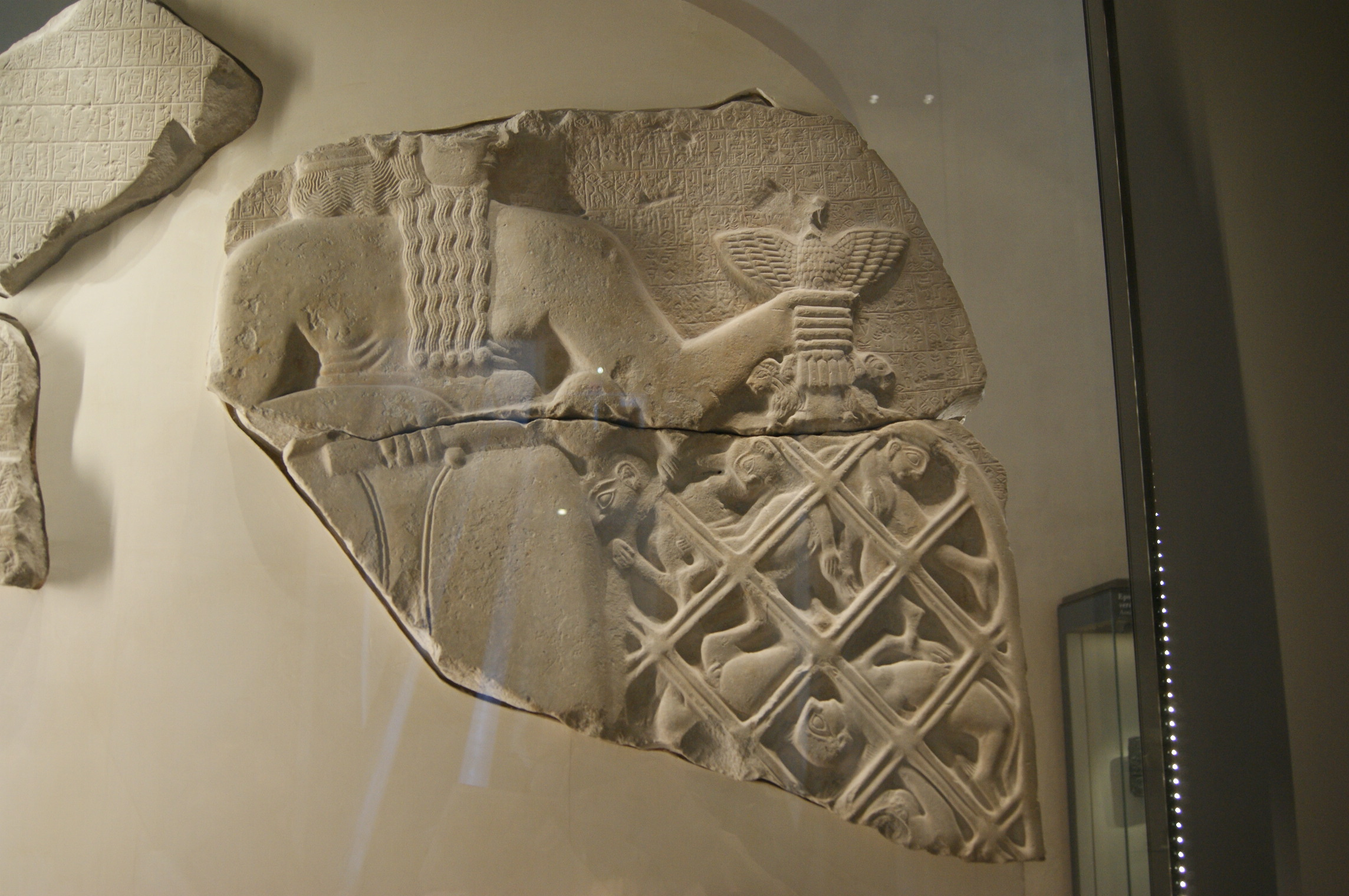
Stele degli avvoltoi: il dio di Lagash, Ningirsu, è rappresentato con in mano una rete piena di nemici

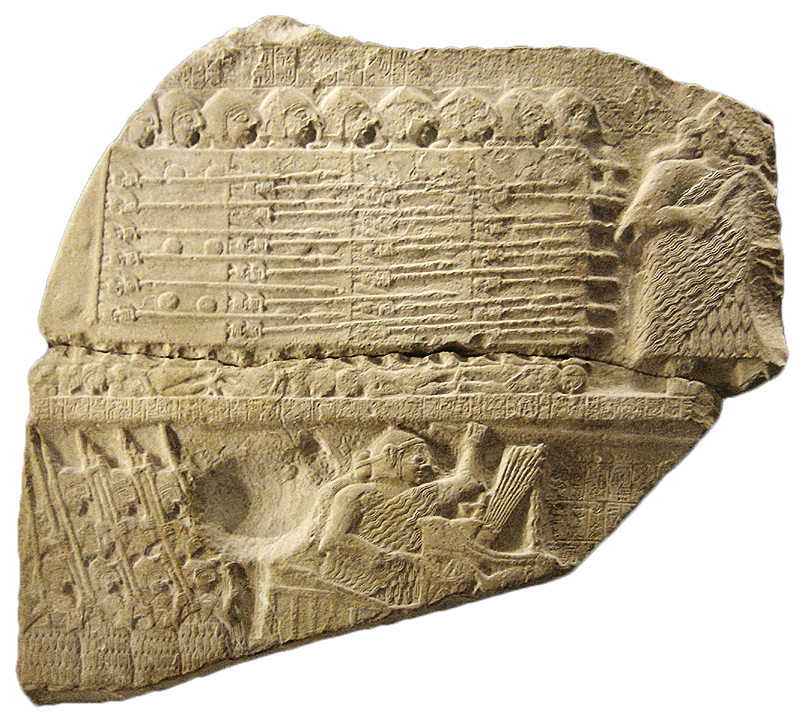
Stele degli avvoltoi: il re di Lagash, Eannatum, al comando delle proprie truppe

A partire dal III millennio, in particolare con la sequenza dei periodi Protodinastico II, IIIa e IIIb (tra il 2750 e il 2350 a.C.) la documentazione inizia ad essere anche scritta (testi di carattere amministrativo, poi anche atti di compravendita, testi diplomatici e testi che cercano di ricostruire - con intenti comunque non storiografici - il passato storico-mitico). Tali testi in qualche modo confermano la centralità funzionale del tempio: è nel tempio che si è iniziata a sviluppare una specifica produzione ideologica per la tenuta della società umana locale (elemento indispensabile a fronte di una forte diseguaglianza sociale). In particolare, l'ideologia alla base della funzione del tempio come collettore delle risorse interpreta tali risorse come doni al dio, che poi li redistribuisce tra la popolazione. Sempre nel tempio vengono rette le fila dell'organizzazione centrale, oltre che delle specifiche attività di culto. Di ciò esisteva già evidenza architettonica nel Periodo di Uruk, ma il Protodinastico si caratterizza per un'evoluzione ormai distinta del palazzo (si può a questo punto parlare compiutamente di "modello templare-palatino"): la dialettica tra tempio e palazzo non è lineare, perché anche quando il palazzo si impone come polo dell'organizzazione e della redistribuzione delle risorse, nel segno di una secolarizzazione del potere, il tempio continua a svolgere funzioni economiche, anche se il primato di questa funzione passa al palazzo (e alcuni templi, di dimensione minore, sembrano dedicati al solo culto). Il palazzo del Protodinastico si stacca anche architettonicamente.
Il tempio non è più unico: ciascuna città ne ospita ormai diversi. Il tempio, il palazzo e l'abitazione vengono ricompresi in un'unica categoria concettuale, quella di "casa" (é in sumerico, bītum in accadico), cioè di unità produttiva di base. Il proprietario di una casa d'abitazione possiede la propria residenza nello stesso senso in cui il dio possiede il tempio (la "casa del dio") e le attività economiche del tempio sono operate in nome del dio. Il palazzo non è che una "casa grande" (égal in sumerico, ekallum in accadico).
Poco dopo l'apparizione dei palazzi (palazzo di Eridu, ma in particolare nel nord di Sumer, con i palazzi A e P di Kish e il palazzo di Mari) è significativa l'apparizione delle prime iscrizioni reali (a cominciare da Enmebaragesi di Kish, fase del Protodinastico II, comunque sostanzialmente "archeologica" per il genere di fonti che offre): la classe dirigente anonima della fase arcaica (quella squisitamente templare) si è ora evoluta in chiave personale e "laica": "un'immagine più personalizzata della regalità, e che insiste perciò su «doti» umanamente e socialmente comprensibili, dalla forza alla giustizia", caratteristiche su cui insisteranno poi anche i successivi re.
La sistemazione del pantheon è diversa da città a città, ma comunque coerentemente ad un impianto funzionale: gli dèi tra di loro vengono posti in rapporto di parentela e a ciascuno viene attribuito un genere, un repertorio simbolico, un ambito di competenza, mentre le famiglie reali sono affidatarie delle funzioni, riproducendo in Terra la famiglia divina.

## La società protodinastica

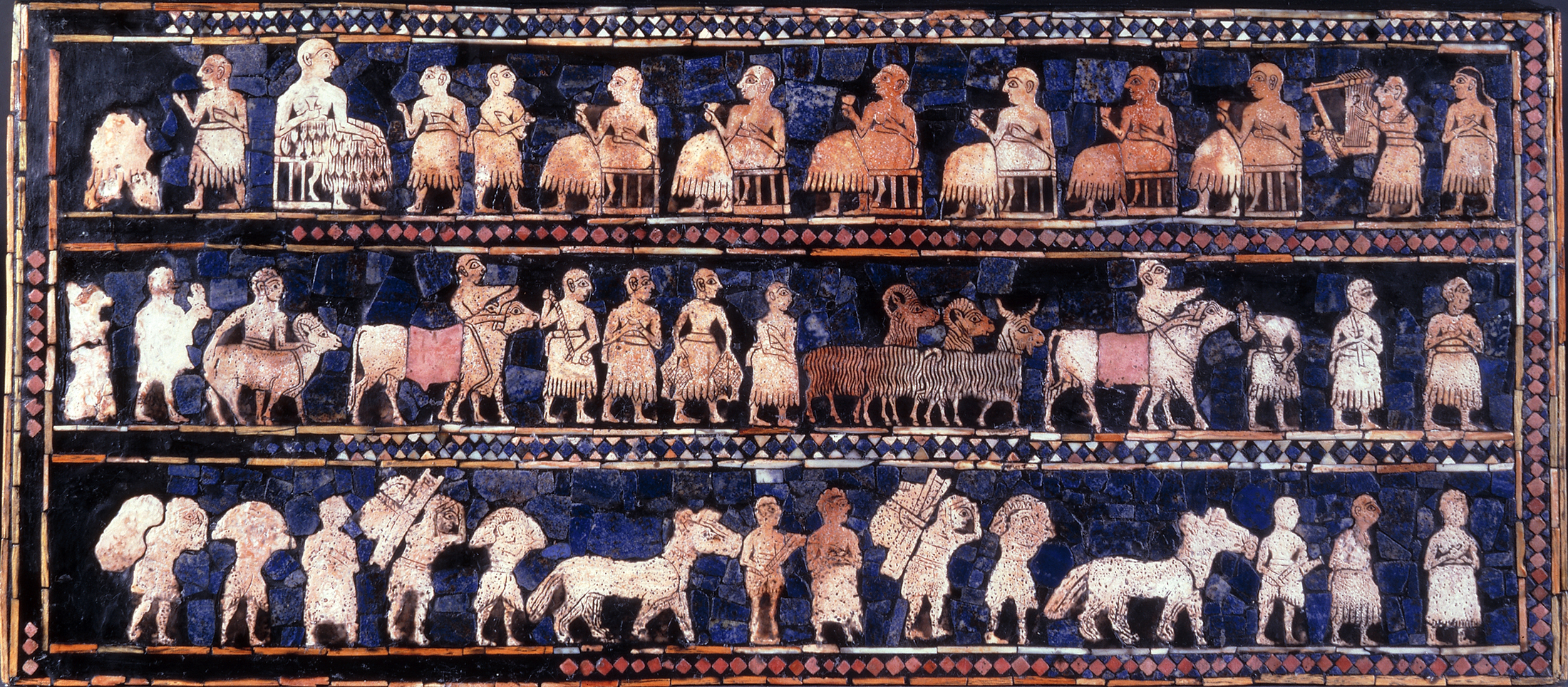
Stendardo di Ur, "pannello della pace" (2500 a.C. ca.)

In passato gli storici, sulla base della documentazione relativa al Protodinastico IIIb del regno di Lagash, si figurarono il modello della città-tempio, con i santuari in possesso di tutti gli appezzamenti agricoli. Si tratta di un modello storiografico superato, peraltro desunto da una documentazione parziale (gli archivi dei templi): si hanno atti di acquisto di terreni a questo punto inevitabilmente non templari già a partire dal Protodinastico IIIa, senza contare la registrazione da parte degli archivi templari di manodopera stagionale, il che esclude la possibilità di un popolo interamente manovrato dalla città-tempio: piuttosto, in parallelo all'organizzazione templare, esistevano comunità di villaggio relativamente indipendenti da essa. Tali comunità, infatti, erano comunque legate al sistema della redistribuzione: contribuivano attraverso la tassazione di una quota del raccolto e attraverso corvée (sia come contadini sia come soldati). E il centro organizzativo espande comunque la sua funzione di coordinamento sia attraverso la costruzione di infrastrutture, sia attraverso la previsione di funzioni amministrative decentrate. In ogni caso, resta sconosciuta la distribuzione dei possedimenti templari in rapporto a quelli "di comunità".
Gli archivi di Fara (Shuruppak), risalenti al Protodinastico IIIa, registrano per primi atti di acquisto di terre e descrivono importanti fenomeni evolutivi sul piano della forma della proprietà fondiaria: se da un lato la compravendita continua a svolgersi attraverso il cerimoniale del dono, con l'acquirente che destina quote via via minori di doni ai parenti del "proprietario" (o, meglio, del "venditore primario"), in proporzione a quanto la parentela è stretta (nell'ottica di una proprietà diffusa e una "relazione sociale totale"), dall'altro lato il compratore accorpa la proprietà nelle proprie mani; l'insieme di queste operazioni finisce per trasferire la proprietà da un piano familiare e quasi impersonale a un altro personale, in cui la terra diventa merce. Notevole è poi il fatto che la transazione sia mediata da agrimensori e scribi provenienti dalla città (mentre si mantiene la tradizionale presenza di testimoni).
Nel complesso, si assiste al vivacizzarsi di nuove classi sociali, archeologicamente evidenziate da abitazioni cittadine e corredi tombali particolarmente ricchi: si tratta di quel ceto cittadino formato da "amministratori, mercanti, scribi, artigiani specializzati, che gravita intorno al tempio [...], interessata alla innovazione, alla razionalizzazione, anche all'arricchimento".

## L'economia protodinastica
Commercio e artigianato restano in questa fase attività complementari, derivate da quelle preminenti, l'agricoltura e la pastorizia. La ricostruzione dell'agro mesopotamico non è comunque scontata: si ipotizza che i campi, a forma di pettine, confinassero per il lato corto con i canali e dal lato meno intensamente coltivato con la steppa non coltivata o con un acquitrino o con altri campi a loro volta prospettanti altri canali. In prossimità dei canali si coltiva aglio, cipolla, legumi, palma da dattero, mentre il grosso dei campi veniva coltivato ad orzo, frumento e farro. Nei territori più prossimi al Mare Inferiore (moderno Golfo Persico), maggiormente a rischio salinizzazione, si coltiva soprattutto orzo (trasformato in birra, per l'alimentazione umana o animale), assai meno frumento e farro.
La rotazione delle colture è biennale: cereali e maggese. I rapporti di rendimento tra semente e raccolto è molto elevato (20:1 o persino 30:1), ma presto, nell'arco dei secoli successivi, comincerà ad emergere il risultato degradante di un'agricoltura eccessivamente intensiva. Nel complesso, il polo templare-palatino poteva accumulare due terzi del raccolto, avendo già riservato una minuscola quota per la semente dell'anno successivo e un'altra, di poco superiore, per il sostentamento dei contadini.
Rispetto al Periodo di Uruk, in cui la redistribuzione avveniva senza mediazioni, tramite la ripartizione di razioni alimentari, in questa fase protodinastica ai "liberi", cioè i contadini proprietari, viene destinata una quota del raccolto, mentre agli artigiani specializzati e alle altre figure direttamente impiegate dal polo templare-palatino vengono assegnati dei campi provvisti di coloni. Le assegnazioni sono a rigore temporanee, ma nei fatti vengono ereditate, per cui si produce una lottizzazione che va tutta a danno dell'organizzazione centrale. Come la personalizzazione della proprietà in senso templare-palatino sposta il possesso dall'indiviso familiare agli individui, così il portato tradizionale della trasmissione ereditaria, tipica dei villaggi, si trasmette con effetti logoranti all'economia templare-palatina.
Come attestato dai ritrovamenti archeologici, il Protodinastico III rappresenta l'acme tecnologica di tutta la fase protostorica: la gioielleria, l'oggettistica templare, gli strumenti musicali, le armi da parata testimoniano vette mai raggiunte prima. Eppure, due settori fondamentali dell'economia del tempo si basano ancora su pratiche e strumentari del tutto neolitici:
- la molitura dei cereali è operata da manodopera femminile concentrata nei centri urbani, attraverso l'uso di mortaio e pestello.[30]
- filatura e tessitura si basano sull'uso della conocchia, del fuso e del telaio orizzontale. La manodopera utilizzata è servile e composta da donne (non di rado straniere e spesso anche giovanissime). La produzione tessile soddisfa la domanda interna, ma è anche una voce fondamentale del commercio, poiché la lana tessuta rappresenta un tipicissimo prodotto d'esportazione.[30]

### Oltre i confini della Mesopotamia
Intorno alla Mesopotamia predinastica gravitavano diverse civiltà, di cui abbiamo talvolta tracce al più archeologiche (perché i loro abitanti non scrivevano) o di cui ci informano i testi sumeri. I Sumeri si riferiscono talvolta ad una terra che chiamano Dilmun: questo nome appare già una volta in testi del Periodo di Uruk, ma nei testi protodinastici ricorre sempre più spesso. Dilmun non è mai stata localizzata con certezza: per questo periodo almeno è probabile che il toponimo indicasse l'Arabia nord-orientale o l'odierno Bahrein. Da Dilmun la Mesopotamia importava legname e rame, prodotti che Dilmun a sua volta importava da altri paesi.
Un altro centro non sumero, che era stato fortemente dalla cultura sumera durante il Periodo di Uruk, era Susa, che all'inizio del III millennio sviluppò una cultura che oggi definiamo "proto-elamita". Sempre sull'altopiano iranico acquista importanza in questo periodo Anshan (odierna Tal-i Malyan). Il nome "Elam" appare in testi mesopotamici della metà del III millennio, ma è improbabile che i territori intorno a Susa e ad Anshan costituissero già uno Stato unitario. Diversi re di Lagash combatterono in Elam, probabilmente per conquistare l'accesso a rotte commerciali verso l'est (perle di corniola dalla Valle dell'Indo e lapislazzuli dalle terre oggi in Afghanistan, tutti prodotti di lusso che le élite mesopotamiche importavano e scambiavano con prodotti tessili).

## Il potere politico

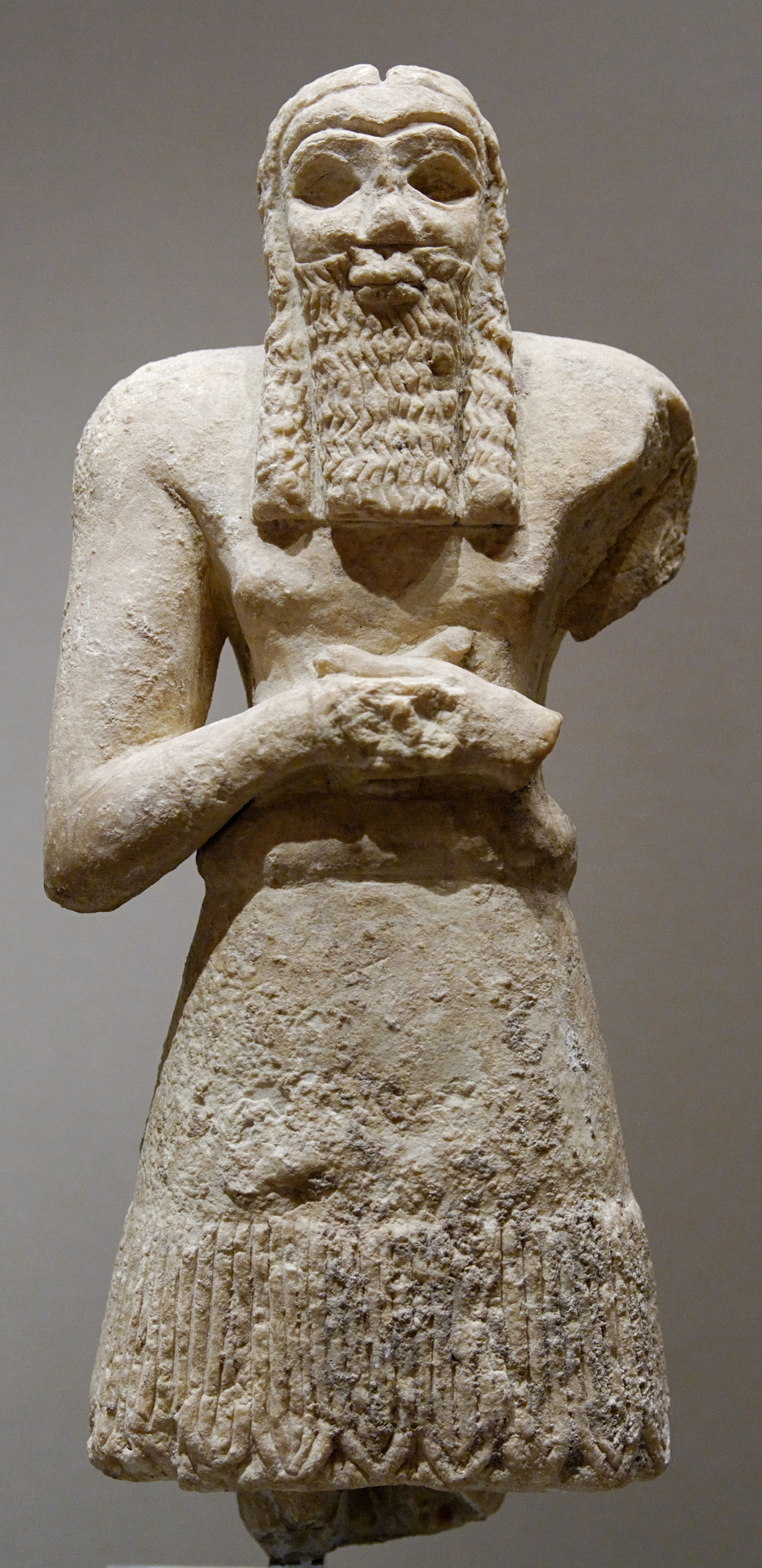
Statua dedicatoria dell'ensi di Edin-e, Ginak: ritrae una figura orante (valle del fiume Diyala, 2700 a.C. ca.)

Le formazioni statali del Protodinastico hanno dimensioni "cantonali" (misurano cioè circa 30 km²): questa strutturazione rappresenta l'esito delle trasformazioni politiche successive al Periodo di Uruk (Periodo di Gemdet Nasr e Protodinastico I). Le città sono condotte da dinastie locali e ai diversi re vengono attribuite titolature differenti: ad Uruk c'è l'en ("gran sacerdote"), a Lagash l'ensi ("fattore (del Dio)"), a Ur e a Kish il lugal ("grande uomo"). Alla base di questi tre termini stanno concezioni della regalità piuttosto diverse: in particolare, il termine "en" rimarca l'origine templare del potere regale a Ur, mentre "ensi" rimanda ad un ruolo del re come rappresentante del dio-patrono: questi due termini venivano già utilizzati nel Periodo di Uruk e poi di Gemdet Nasr, mentre "lugal" rimanda invece alle qualità più specificamente umane del re (significativamente il termine lugal appare solo nella fase protodinastica). C'è poi da notare che il termine "ensi" può fare riferimento ad una dipendenza non da un dio ma da altro re. Per questo, re che abbiano improntato la propria iniziativa alla guerra, acquistando una posizione in qualche modo egemonica rispetto ad altri re, potevano in qualche caso adottare la titolatura di lugal.

### La legittimità regale
Complessivamente, i rapporti tra le diverse città-stato sono improntati ai diversi tentativi egemonici che ciascuna porta avanti: la conflittualità è endemica e non esiste un centro politico riconosciuto. Piuttosto, sussiste una pluralità di centri politici (anche se preminenti risultano i titoli di en Uruk e di lugal Kiš); tale pluralità si riflette anche nelle teologie e nelle genealogie divine, perché, in qualche modo, ad ogni città corrisponde un dio, intorno al quale viene costituito un armamentario teologico che è diverso da città a città. Non solo: anche nelle singole città si alternano dinastie (bala) diverse: lo sforzo di giustificare teologicamente detronizzazioni e intronizzazioni comporta riorganizzazioni dell'armamentario teologico. Si finisce comunque per definire una concezione unitaria della regalità, la cui autorevolezza si muove da città a città, ma anche da bala a bala. Connessa a questo orientamento unificante è la tendenza a riconoscere l'autorità di alcuni re su città che essi non dominano direttamente, attraverso l'affidamento a tali re di una funzione di giudizio sulle controversie. La città di Nippur ha un ruolo speciale: le dinastie di Nippur non si configurano mai come egemoni, ma la città è sede dell'Ekur, il santuario del dio Enlil, cui è riconosciuta preminenza indiscussa sul pantheon sumero. Non solo i re destinano all'Ekur offerte votive, ma cercano legittimazione di nuove acquisizioni politiche in quella sede. I re, dunque, agiscono come amministratori di una proprietà che in ultima analisi è del dio cittadino, ampia quanto il territorio sotto controllo della città-stato: la legittimità di un re si fonda sul consenso interno (in particolare quello espresso dalla casta sacerdotale) e sul consenso esterno (la legittimazione offerta da Nippur o, in alternativa, quella offerta dalle diverse alleanze con altre città. Il consenso si ottiene attraverso l'adempimento efficace di alcune funzioni specificatamente regali: il re è l'economo che amministra e redistribuisce, è il difensore che organizza uomini, è l'architetto che coordina la costruzione di infrastrutture (militari e non) e, infine, è il responsabile ultimo dei rapporti con il dio. Si profila già in questo contesto una sorta di "teodicea" seminale: se, da un lato, l'andamento del raccolto o della battaglia dipende dalla volontà del dio, dall'altro la decisione del dio dipende dalle scelte del re (ad una infrazione corrisponde una punizione: raccolto scarso o sconfitta in battaglia). La definizione dell'effettività del volere regio è assai problematica, perché in ultima istanza "il problema della legittimità è tutto ideologico: la giustificazione del potere deriva in realtà dalla capacità di esercitarlo". In qualche modo, solo se tutto funziona e le cose vanno bene il rapporto tra sistema teologico e ordine delle cose terrene diventa lineare.
Tale dimensione ideologica è certamente effettiva per i re che semplicemente subentrano ad altri re nell'alveo della medesima dinastia, ma è ancora più effettiva nel caso di usurpazione o di nuove linee dinastiche: in questi casi, è ancora più manifesto che è l'efficacia dell'operato del re ciò che in ultima istanza legittima la sua posizione. Tale legittimità è controllata e ribadita attraverso le diverse incombenze cultuali che nell'arco dell'anno vedono il re in una posizione speciale e di primaria importanza, a partire dalla festa di inizio anno, tipica di tutte le società a base agraria: il culto ha comunque scansioni giornaliere, mensili e annuali, oltre ad un certo numero di ricorrenze aperiodiche (che si concretano in offerte al dio da parte del re). Il culto è coordinato dalla casta sacerdotale, ma è comunque il re (e quindi le funzioni organizzative che in lui si sussumono) a esserne protagonista.
Il motivo di questo 'affanno' teologico per sostentare la legittimità del trono è semplice: come dice Liverani, "la macchina è fondata su troppo vistose e troppo dolorose diseguaglianze per potersi reggere sui soli meccanismi materiali". Il meccanismo concreto su cui si fonda il funzionamento dello Stato è costituito, agli occhi del contadino mesopotamico, da un lato dalle calamità naturali (esondazioni, siccità, salinizzazioni, invasioni di cavallette ecc.), dall'altro dalle pretese dell'organizzazione centrale di impossessarsi di quote imponenti del raccolto, per cui egli deve almeno poter sperare che tutto ciò accada comunque per il meglio, per un "bene comune ipostatizzato nel dio cittadino". Quando il potere era ancora spersonalizzato, la mera presenza del tempio, con la sua imponenza, era condizione sufficiente per l'espressione del potere stesso. Adesso, invece, il re sente quasi la necessità di convincere il popolo che il suo operato è efficace (efficacia che, al di là della sovrastruttura ideologica, sostanzia di fatto la legittimità, come detto): di qui il sorgere delle prime iscrizioni regie, presenti sia in specifica oggettistica dedicatoria sia nelle fondazioni delle opere infrastrutturali: i destinatari delle iscrizioni possono anche essere immaginari, come nel caso delle iscrizioni poste nelle fondazioni, evidentemente non visibili se non al dio o ai posteri. Alle iscrizioni si aggiungono poco dopo stele commemorative e statue che raffigurano il re: tali imponenti oggetti, collocati nel tempio, puntano più alla rilevanza iconica che non al messaggio testuale.
Nel complesso, dunque, si va strutturando "un apparato celebrativo della regalità": da parte della comunità, pur se a certe condizioni, c'è una sostanziale ammissione dell'importanza del re, che si configura come soggetto sovrumano, 'ombrello' del popolo nel delicato compito di conquistare la benevolenza divina, da cui in ultima istanza dipende la felicità sociale.

### Il passato mitico fondativo
La congiuntura protodinastica fissa la tipologia fondamentale del potere regio mesopotamico di qui ai successivi tremila anni. La sfera del divino è descritta in modo da farle contenere spiegazioni dell'andamento terreno della vita umana. Il popolo, nello sforzo di alimentare le élite urbane, si illude di operare per la propria salvezza terrena. L'ultraterreno è collocato in un passato fondativo, che funge da giustificazione della realtà: la responsabilità dei tratti culturali, fisici e sociali viene ascritta all'operato di un dio o di un eroe: mentre un dio supremo si occupa degli aspetti fondativi, divinità 'specializzate' si occupano di caratterizzare elementi di dettaglio, per cui alle diverse divinità corrisponde una sfera specifica di pertinenza. Lo scarto tra dio-'demiurgo' ed eroe fondatore è caratterizzato in termini volutamente trascurati e vaghi, in modo da trasporre insensibilmente la legittimità divina all'operato di re collocati in un passato lontanissimo, che fungono da precedenti diretti della regalità presente, che così ottiene una giustificazione di indubbia validità. È per questa ragione che personaggi come Dumuzi o Gilgamesh hanno caratteri misti, divini e umani insieme: appartengono infatti alla Lista reale sumerica. Tali vicende mitiche non vengono definite una volta per tutte, ma sono anzi soggette a vari adattamenti a seconda delle esigenze del tempo.

### Il dominio universale

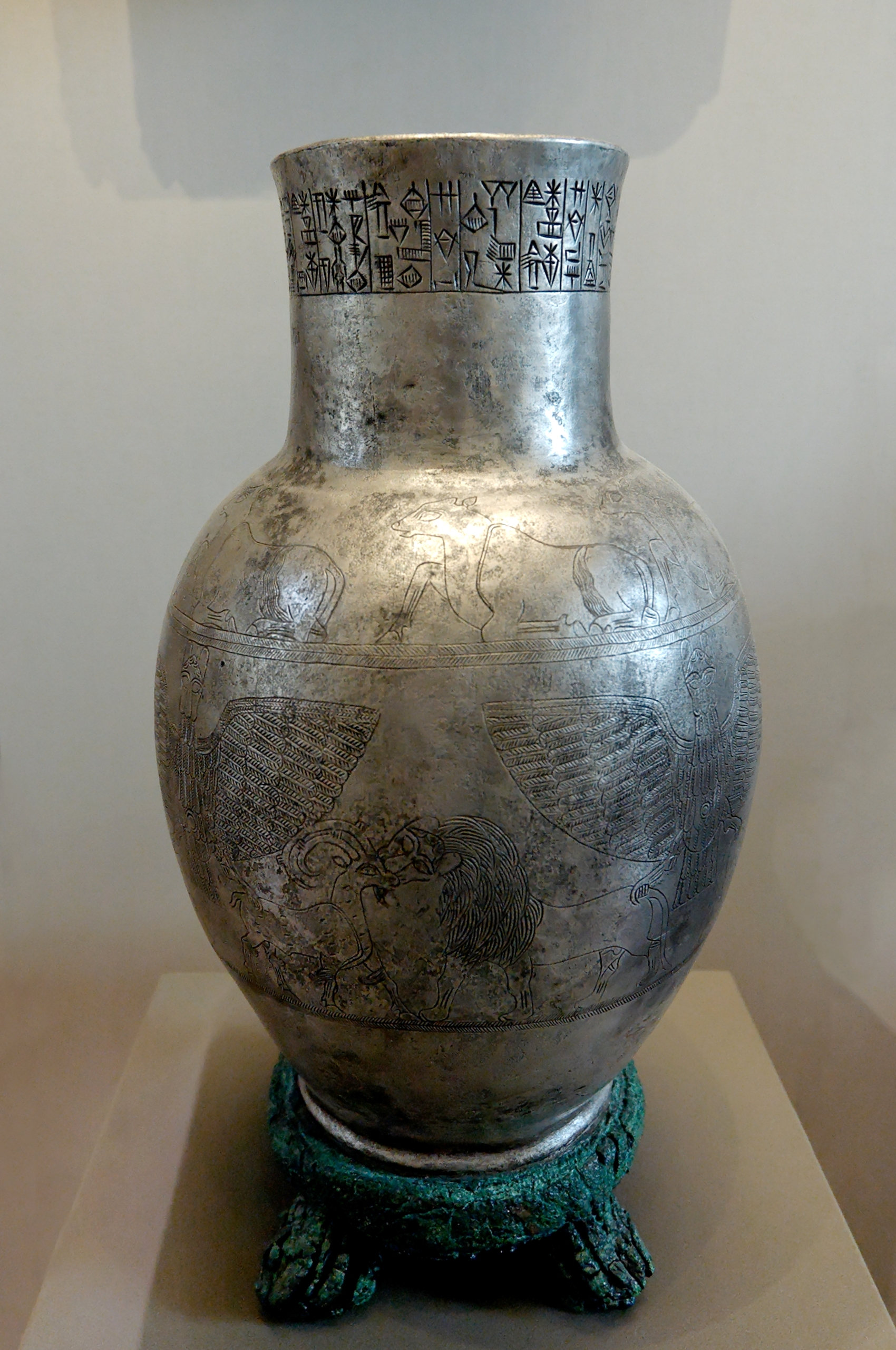
Il "vaso di Entemena", in argento e rame, dedicato da Entemena al dio Ningirsu (2400 a.C. ca.; conservato al Museo del Louvre)

Nel tempo, la questione dell'egemonia interna si trasforma in ambizione ad un dominio universale. A ciò contribuiscono due elementi:
- la percezione dell'alluvio mesopotamico come se fosse il mondo intero (è infatti attorniato da alture apparentemente disabitate e improduttive)
- la vastità dell'influenza della civiltà sumerica in varie direzioni

I confini del mondo sembrano alla portata dell'ambizione totalizzante dei mesopotamici: vengono individuati nel Mare Inferiore da un lato (il Golfo Persico) e nel Mare Superiore dall'altro (il mar Mediterraneo). Questi confini del mondo resteranno intesi come tali per tutta la storia del Vicino Oriente antico.
Come accennato, l'universalizzazione dell'ambizione egemonica è progressiva. In questo senso, alcuni passaggi risultano significativi: Mesilim, re di Kish (inizi del Protodinastico IIIa), viene chiamato a dirimere una controversia tra Umma e Lagash, concernente il territorio detto gu-edinna. Il Protodinastico IIIb viene anche indicato come "fase proto-imperiale", perché tra i re dell'epoca tende ad affermarsi una propensione universalistica: vanno menzionati a questo proposito Lugalannemundu, unico re di Adab a comparire nella Lista reale sumerica, cui una iscrizione di epoca paleo-babilonese attribuisce un'egemonia piuttosto vasta, che va dall'Elam alla Siria, e Lugalkiginedudu, un re di Uruk che dichiara di essersi impossessato di Ur. Il culmine di questo processo di unificazione (o regionalizzazione) del potere nell'area è rappresentato dall'operato di Lugalzaggesi, re di Uruk, il quale afferma di sé, attraverso iscrizioni, di avere sottomesso tutta la Bassa Mesopotamia: pur essendo alquanto distante dall'aver conquistato l'"intero mondo" come inteso all'epoca, il re di Uruk pone ai due mari i confini del suo potere (la portata di questa affermazione non è del tutto nitida e potrebbe rinviare a semplici alleanze contratte con Kish, Mari ed Ebla).
Lugalzaggesi può essere considerato il primo fondatore di un "impero": nella Lista reale sumerica figura come unico membro della cosiddetta "terza dinastia". È re di Umma e poi di Uruk; vince Lagash con l'utilizzo della forza. Solo di Lagash è sopravvissuta, tra le città vinte da Lugalzaggesi, una propria versione dei fatti, da cui si ricava che Urukagina, ensi di Lagash, continua a produrre iscrizioni, che descrivono le gesta di Lugalzaggesi come atti di prevaricazione, cui dovrà certamente seguire una punizione. Sembra, dunque, che l'effettivo potere di Lugalzaggesi non sia quello che egli pretende di aver conquistato.

### Gli editti di liberazione dai debiti
Urukagina è anche noto per un editto da lui emanato. La produzione di tale editto va fatta quasi certamente risalire al fatto che Urukagina era un usurpatore: di qui la volontà di rappresentare un momento di discontinuità rispetto alla classe dirigente a lui precedente. Da un lato questo re si presenta come maggiormente indipendente dalla casta sacerdotale. Dall'altro, egli si presenta come difensore del popolo, contro gli abusi dei re precedenti.
L'editto di Urukagina (e così anche i successivi editti mesopotamici dell'Antico e Medio Bronzo) non va inteso come editto di riforma. Com'era tradizione nelle società arcaiche, il corretto funzionamento della società è individuato in un passato prossimo alla fondazione divina o eroica, per cui tali editti tendono piuttosto a denunciare un "equilibrio turbato", nel tentativo di ristabilirlo (l'editto di Urukagina afferma "Da tempo immemorabile, da quando la vita ha avuto inizio..." e si richiama alle "usanze di una volta"). Al di là delle dichiarazioni di intenti, in sostanza si tratta per lo più di sgravi fiscali e di remissione degli interessi sui debiti. Già Entemena prima di Urukagina dichiarava di aver "stabilito la libertà" non solo nella città in cui regnava, Lagash, ma anche ad Uruk, Larsa e Bad-tibira.
I debiti erano la causa fondamentale dell'asservimento: per ottenere lo sconto degli interessi, il debitore era costretto a cedere i figli al creditore e, in ultima istanza, trasformarsi in schiavo se incapace di restituire il capitale imprestato. Progressivamente, lungo tutta l'età del bronzo, la piccola proprietà viene erosa da questo meccanismo e poco prima del sopraggiungere dell'età del ferro avrà raggiunto i limiti critici. Se Entemena non indica specificatamente nell'asservimento l'origine della sua iniziativa, Urukagina si diffonde sul tema dell'abuso della classe dirigente, su cui egli interviene per ripristinare la condizione ideale. La realtà però non è quella di una condizione di "abuso", non si tratta di alterazioni di meccanismi ideali in opera:
(Liverani 2009, p. 200.)
Gli editti di liberazione dai debiti (mesharum) diventeranno una pratica centrale dei re della I dinastia di Babilonia e la cura della vedova e dell'orfano un topos (presente, ad esempio, nel Codice di Hammurabi).